# 1570 год в науке

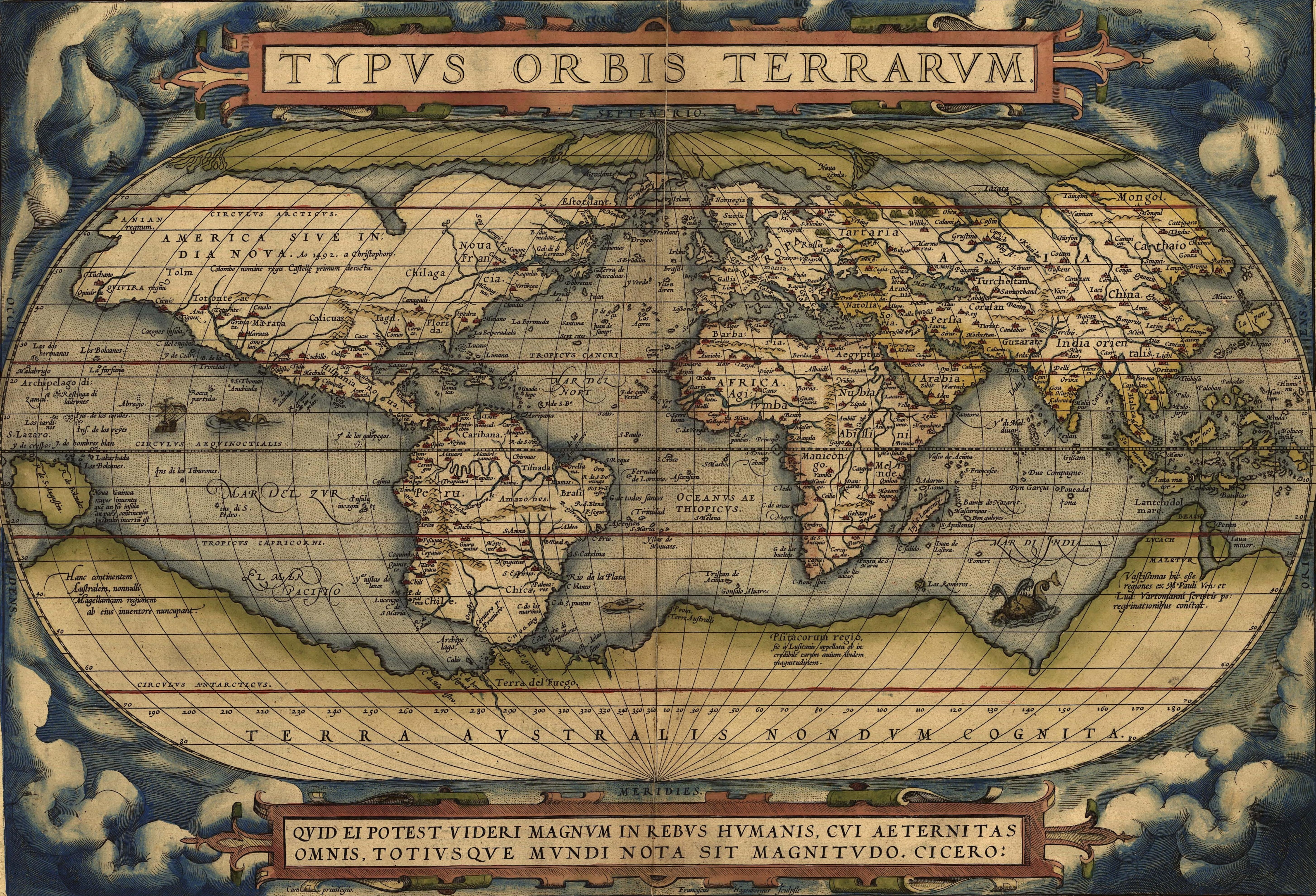
Авраам Ортелий. Theatrum Orbis Terrarum (Зрелище круга земного)

В 1570 году произошли различные научные и технологические события, некоторые из которых представлены ниже.

## События
- Авраам Ортелий первым составил и выпустил книгу нового типа — географический атлас мира, содержащий 70 карт и статей к ним страноведческого характера, которая была выпущена в свет в Антверпене 20 мая 1570 года[1]. Книга носила название Theatrum Orbis Terrarum (Зрелище круга земного).
- Одним из первых Жан Коссин из Дьепа (Jean Cossin of Dieppe) использовал синусоидальную проекцию в карте мира 1570 года.
- Учреждена в Вильно иезуитская коллегия, впоследствии преобразованная в университет.
- Основана Библиотека Вильнюсского университета.

## Книги
- Джон Кайус издал в Лондоне работы по биологии и зоологии «Of Some Rare Plants and Animals» (О некоторых редких растениях и животных), «De Canibus Britannicis» (Британские собаки) и «Libris propriis» (О правильных книгах).

## Родились
- 22 сентября — Генри Гудзон, английский мореплаватель. Известен благодаря исследованиям территорий современной Канады и Северо-Востока США.
- Андреа Арголи, итальянский учёный, математик, астроном и астролог.
- Гавриил Дорофеевич, западнорусский учёный.
- Иоанн Липперсгей, голландский изобретатель немецкого происхождения, оптик и мастер по производству очков, наиболее вероятный создатель телескопа.
- Клеман Сириак де Манжен, французский математик и астроном.
- Джон Традескант (старший), английский натуралист, садовод, ботаник и путешественник; коллекционер редкостей.
- Ви́ллем Я́нсзон, голландский мореплаватель, адмирал, первый из европейцев, достигших берегов Австралии.

## Скончались
- 20 февраля — Иоганн Шойбель, немецкий математик.
- 6 сентября — Агостино Галло, итальянский учёный-агроном.
- Луиджи Ангвиллара, итальянский врач и ботаник.
- Джироламо Бенцони, итальянский исследователь, историк и писатель, описавший Южную Америку и Завоевание Империи Инков.
- Хуан Бермудес, испанский мореплаватель. Известен, как открыватель Бермудских островов, названных в его честь.
- Ли Хван, корейский учёный-неоконфуцианец, философ.